# مبرهنة غرين
في الرياضيات، مبرهنة غرين (بالإنجليزية: Green's theorem)‏ تعطي العلاقة بين التكامل الخطي حول منحنى بسيط مغلق C والتكامل الثنائي على منطقة مستوية D محصورة ضمن C. تعد النظرية حالة خاصة ثنائية البعد من نظرية أعم هي مبرهنة ستوكس، وجاء الاسم كتقدير للرياضياتي الإنكليزي جورج غرين.
ليكن C منحنى مغلق بسيط، إيجابي الوجهة، متفرع أملس، في المستوى {\displaystyle \mathbb {R} ^{2}}، ولتكن D المنطقة المحصورة بالمنحنى C. إذا كانت L وM دوال في (x، y) معرفة على منطقة مفتوحة تحتوي D ولها مشتقات جزئية متصلة هناك، فإن
{\displaystyle \oint _{C}(L\,\mathrm {d} x+M\,\mathrm {d} y)=\iint _{D}\left({\frac {\partial M}{\partial x}}-{\frac {\partial L}{\partial y}}\right)\,\mathrm {d} x\,\mathrm {d} y.}
في حالة الوجهة الإيجابية، يمكن رسم سهم يشير باتجاه عكس عقارب الساعة في الدائرة الصغيرة الموجودة وسط علامة التكامل ({\displaystyle \oint }).
لمبرهنة غرين أهمية كبيرة في الفيزياء، لحل تكاملات جريان ثنائي البعد، وتنص على أن مجموع التدفقين عند أي نقطة داخل الحجم تساوي إجمالي التدفق المتجمع حول مساحة مغلقة.

## البرهان عندما تكونDمنطقة بسيطة

إذا كانت D منطقة بسيطة حدودها تحوي المنحيات C_{1}، C_{2}، C_{3}, C_{4}، يصبح تمثيل مبرهنة غرين ممكناً.

فيما يلي برهان للنظرية في حالة منطقة بسيطة D، وهي منطقة من النوع I (تلفظ واحد) تكون فيها C2 وC4 عبارة عن مستقيمين قائمين. يوجد أيضا برهان مماثل للحالة D منطقة من النوع II (تلفظ اثنان) حيث تكون C1 وC3 خطوط مستقيمة. يمكن استخلاص الحالة العامة من هذه الحالة الخاصة بتقريب المجال D باتحاد مؤلف من مجالات بسيطة.
إذا كان ممكن إثبات أن
{\displaystyle \int _{C}L\,dx=\iint _{D}\left(-{\frac {\partial L}{\partial y}}\right)\,dA\qquad \mathrm {(1)} }
و
{\displaystyle \int _{C}M\,dy=\iint _{D}\left({\frac {\partial M}{\partial x}}\right)\,dA\qquad \mathrm {(2)} }
صائبتان، فإنه يكون قد تم برهنة نظرية غرين في الحالة الأولى.
عرف منطة D من النوع I كما هو مبين في الصورة:
{\displaystyle D=\{(x,y)|a\leq x\leq b,g_{1}(x)\leq y\leq g_{2}(x)\}}
حيث g1 وg2 هما دالتان متصلتان على الفترة [a, b]. احسب التكامل الثنائي في العلاقة (1):
{\displaystyle {\begin{aligned}\iint _{D}{\frac {\partial L}{\partial y}}\,dA&=\int _{a}^{b}\,\int _{g_{1}(x)}^{g_{2}(x)}{\frac {\partial L}{\partial y}}(x,y)\,dy\,dx\\&=\int _{a}^{b}{\Big \{}L(x,g_{2}(x))-L(x,g_{1}(x)){\Big \}}\,dx\qquad \mathrm {(3)} \end{aligned}}}
الآن قم باحتساب التكامل الخطي في العلاقة (1). C يمكن إعادة صياغتها كاتحاد لأربعة منحنيات: C1, C2, C3, C4.
مع C1، استعن بالدوال الوسيطة: x = x, y = g1(x), a ≤ x ≤ b. على ذلك
{\displaystyle \int _{C_{1}}L(x,y)\,dx=\int _{a}^{b}L(x,g_{1}(x))\,dx}
مع C3، استخدم الدوال الوسيطة: x = x, y = g2(x), a ≤ x ≤ b. بالتالي
{\displaystyle \int _{C_{3}}L(x,y)\,dx=-\int _{-C_{3}}L(x,y)\,dx=-\int _{a}^{b}L(x,g_{2}(x))\,dx}
التكامل على C3 يصبح سالباً لأنه يخالف الاتجاه الموجب b إلى a، حيث أن C متجهة إيجاباً (عكس عقارب الساعة). على C2 وC4 بينما x تبقى ثابتة ما يعني أن
{\displaystyle \int _{C_{4}}L(x,y)\,dx=\int _{C_{2}}L(x,y)\,dx=0}
لذلك،
{\displaystyle {\begin{aligned}\int _{C}L\,dx&=\int _{C_{1}}L(x,y)\,dx+\int _{C_{2}}L(x,y)\,dx+\int _{C_{3}}L(x,y)\,dx+\int _{C_{4}}L(x,y)\,dx\\&=-\int _{a}^{b}L(x,g_{2}(x))\,dx+\int _{a}^{b}L(x,g_{1}(x))\,dx\qquad \mathrm {(4)} \end{aligned}}}
بدمج (3) مع (4)، نحصل على العلاقة (1). بحسابات مماثلة يمكن الحصول على العلاقة (2).